# طرق الطعام
في العلوم الاجتماعية تعتبر الطرق الغذائية هي الممارسات الثقافية والاجتماعية والاقتصادية المتعلقة بإنتاج واستهلاك الأغذية. غالبًا ما تشير الطرق الغذائية إلى تقاطع الطعام في الثقافة والتقاليد والتاريخ.

## التعريف والنظرة التاريخية
يعرّف قاموس Merriam-Webster طرق الطعام على أنها «عادات الأكل والممارسات الطهوية لشعب أو منطقة أو حقبة تاريخية».
قد ظهر مصطلح «طرق الطعام» وتم صياغته في عام 1942 من قبل ثلاثة من طلاب الدراسات العليا بجامعة شيكاغو،وهم John W. Bennett و Harvey L. Smith و Herbert Passim. وفي عشرينيات وثلاثينيات القرن العشرين، أجرى علماء الزراعة وعلماء الاجتماع الريفيون، عادة تحت رعاية وزارة الزراعة بالولايات المتحدة، دراسات مختلفة حول العادات الغذائية لفقراء الريف، بهدف تحسينها ولكن مع ظهور الحرب العالمية الثانية، زادت هذه الجهود. وتم تشجيع أولئك الذين لديهم معلومات للمشاركة حول العادات الغذائية المختلفة على الاتصال بعلم الإنسان الأنثروبولوجيا مارغريت ميد في المجلس القومي للبحوث.